# لانگنوولشندورف
لانگنوولشندورف (به آلمانی: Langenwolschendorf) یک شهر در آلمان است که در تورینگن واقع شده‌است. لانگنوولشندورف ۹۱۳ نفر جمعیت دارد.